# Людовик V (король Франции)
Людовик V Ленивый (фр. Louis V, le Fainéant, 966/967 — 22 мая 987) — король Западно-Франкского королевства (Франции) в 986—987 годах. Последний представитель династии Каролингов на престоле Франции. Сын Лотаря и Эммы Италийской.

## Биография

### Жизнь Людовика в Аквитании

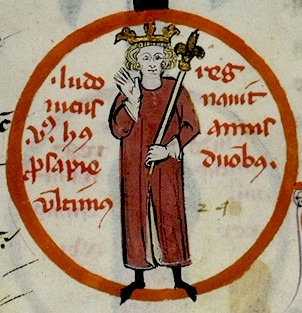
Людовик V Ленивый

8 июня 979 года, в Троицу, отец короновал Людовика, когда тому едва исполнилось тринадцать лет, а вслед за тем в 982 году женил его на вдове Раймонда Тулузского Аделаиде. Брак этот сулил Людовику большие выгоды, поскольку он получал возможность собрать под своей властью всю Аквитанию. Но вскоре после свадьбы выяснилось, что между супругами нет никакой любви.
Людовик был ещё совсем молод, а его жена уже в преклонных летах. Различия в их привычках порождали частые ссоры. Они отказались от общей спальни и отдыхали в разных покоях. Если им надо было поговорить, то они делали это под открытым небом. Так они жили в течение двух лет, а потом последовал развод. Людовик, лишённый наставника, предавался суетным забавам, как все юноши. Его положение было плачевно, и шла молва о его неспособности править. Узнав об этом из разных источников, король Лотарь в 985 году отправился в Аквитанию, забрал сына и увёз его в Лан.

### Людовик — король Франции

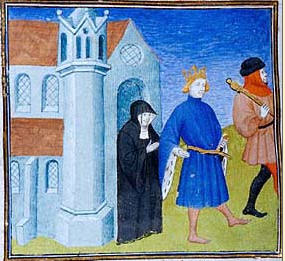
Людовик V Ленивый

2 марта 986 года Лотарь умер и Людовик был выбран на компьенском сейме королём Франции. Владения короля были ничтожные: он владел только Ланом и его окрестностями. Про Людовика хроники замечают, что он «ничего не сделал» (лат. nihil fecit), за что и получил своё прозвище — «Ленивый». Впрочем, эту фразу можно понимать и как «ничего не успел сделать» за своё столь краткое правление.
Людовик пытался возобновить контроль над Реймсом и Ланом, заставив подчиниться епископов этих городов — обоих Адальберонов, сторонников императора. Едва получив власть, он затеял войну против Реймского архиепископа Адальберона, потом помирился с ним. Один из сильнейших вассалов Лотаря, Гуго Капет (носивший в то время титул герцога франков), чьей опеке молодой король был поручен, по всей видимости, не позволил заходить ему в распре слишком далеко и попытался, в силу своих обязанностей, восстановить согласие между королём и архиепископом Реймским — последний приехал в Компьень оправдываться на королевской ассамблее (собрании знати). Только все собрались на ассамблею, как Людовик V в разгар охоты в лесу Санлиса упал с лошади. У него началось обильное кровотечение, жар, и, проболев недолгое время, 22 мая 987 года он скончался. Внезапную смерть его приписывали отравлению. Людовик не имел детей, и престол перешёл к новой династии — Капетингам.

### Семья
- Жена: (с 982 г.) Аделаида Анжуйская (ок. 948 — 29 мая 1026), дочь Фулька II Доброго, графа Анжуйского. Развелись в 984 году (позднее вышла замуж за графа Прованса Гильома I).
  - Детей не было.